# Catfolkin
Catfolkin és una formació de música catalana d'estil folk rock festiu format per Tito Álvarez, Pep Rubio, Carlos Saez, Júlia Gual, i Ernest Roca.
El grup es va formar a finals del 2014 i van iniciar la seva carrera tocant a bars, petites sales i la Fira de Músics de Cardedeu. Durant el 2015 van dur el seu directe per tavernes irlandeses i diverses festes majors. La bona acollida dels seus temes van propiciar que Catfolkin enregistrés el seu primer àlbum Toquem Fusta a inicis del 2016.
Durant la seva gira "Salut i ratafia tour" van compartir escenari amb Els Catarres, Doctor Prats, Sense Sal, Banda Biruji i Ebri Knight entre d'altres.
El Març del 2018 van estrenar el segon disc Que no s'aturi, oferint l'estrena del directe al Tradicionàrius de Gràcia. Això va ser el tret de sortida de "Que no s'aTOURi" que els està portant per tot el país. El mes de Juny van estrenar el videoclip de la cançó que dona títol al disc, Que no s'aturi. En el vídeo es pot veure Gabriel Rufián indicant als components de la banda com arribar a Sant Esteve de les Roures. A finals de Juny d'aquell mateix any van rebre un guardó per versionar La polca de Montmeló, cançó popular que dona el toc de sortida a la festa major del municipi.
En 2023, després de la mort de Júlia Gual la banda va anunciar una aturada indefinida.

## Discografia
- 2016 Toquem Fusta (ACAC produccions).[9]
- 2018 Que no s'aturi (Discmedi)
- 2021 Esclata (Autoedició)
- 2022 Bon vent (EP, autoeditat)

## Premis
- 2016 Premi a la millor banda en català al concurs de músics de Badalona.[10]
- 2017 Premi a la millor cançó amb "La nostra Barcelona" als Premis Talent.[11]
- 2017 Finalistes al Sons de la Mediterrània[12]